# Залісовська сільська рада
Залі́совська сільська рада (рос. Залесовский сельский совет) — сільське поселення у складі Червоногвардійського району Оренбурзької області Росії.
Адміністративний центр — село Залісово.

## Населення
Населення — 314 осіб (2019; 408 в 2010, 696 у 2002).

## Склад
До складу сільської ради входять:
| Населений пункт    | Населення, осіб (2002) | Населення, осіб (2010) |
| ------------------ | ---------------------- | ---------------------- |
| Владимировка, село | 140                    | 34                     |
| Залісово, село     | 556                    | 374                    |